# ポルフィリン症
ポルフィリン症（ポルフィリンしょう、porphyria）、紫質症は、ヘム合成回路（ポルフィリン合成回路）の酵素が機能しない、先天的または後天的な疾患である。ヘム合成系酵素の異常によって、中間代謝物のウロポルフィリノーゲンなどの、尿中あるいは糞便中の排泄量が増加していることが、診断の決め手となる。ポルフィリンの名前は「紫色の色素」を意味するギリシャ語に由来する。患者の大便や尿が紫色になるからである。

## 概要
太陽光の刺激によって過敏症を引き起こし、それが肝臓への深刻な負担となることから、一生涯太陽光を避ける生活を余儀なくされる皮膚型と、腹部を中心に神経症状を訴える急性型などが確認されている。症状が重い場合は生命に危険が及ぶこともあるため、難病に指定されている国家もある。
ポルフィリン中間体が過剰生産、蓄積される箇所に応じて急性ポルフィリン症（肝性ポルフィリン症）と皮膚性ポルフィリン症（造血性ポルフィリン症）に大別される。臨床的または組織学的に誘導されるものは偽ポルフィリン症と呼ばれる。偽ポルフィリン症は、血中、尿中とも正常なポルフィリン値を示す。
ヘム合成回路において、ヒドロキシメチルビランがウロポルフィリノーゲンIIIシンターゼによって縮合し、環を巻くとウロポルフィリノーゲンIIIとなる。この際、ウロポルフィリノーゲンIIIシンターゼの働きにより、4つのピロール環が整然と並んだヒドロキシメチルビランの一端のピロール環一つだけが反転して縮合し環を形成する。ウロポルフィリノーゲンIIIシンターゼが働かない場合、ピロール環が整然と並んだままのヒドロキシメチルビランが自発的に縮環して、ウロポルフィリノーゲンI が生成する。ウロポルフィリノーゲンI は、ウロポルフィリノーゲン脱炭酸酵素の基質となり、コプロポルフィリノーゲンIへと変換されるが、これはコプロポルフィリノーゲン酸化酵素の基質とならないため、プロトポルフィリンには至らない。
このように、ウロポルフィリノーゲンIやコプロポルフィリノーゲンIが蓄積していくことが、ポルフィリン症の原因の1つとなりうる。
先天性赤血球形成性ポルフィリン症は、ウシ・ブタ・ネコで認められ、ウシでは常染色体性劣性遺伝、ブタ、ネコでは常染色体性優性遺伝である。ポルフィリンは光増感刺激により活性酸素を生じ、これが脂質やタンパク質の過酸化障害を起こす。症状として、皮膚の光過敏症、貧血、尿毒症を示す。歯と尿は、ブラックライト下で赤色蛍光を示すことから診断できる。治療には、対症療法とともに日光を避ける。

## 兆候と症状

### 急性ポルフィリン症
急性ポルフィリン症あるいは肝性ポルフィリン症は、初期段階では腹痛、吐き気、急性神経障害、筋脱力、癇癪、あるいは幻覚、うつ病、不安、偏執症を含む精神障害など神経系に影響を与える。自律神経系の影響により心臓の不整脈や頻拍が起こる場合もある。激しい痛みがあり、その痛みは急性でも慢性でも両方の場合がある。大腸の神経系にも影響を及ぼし便秘が頻繁に起こり、下痢も同様に起こる。
沢山の兆候を起こし、かつ、ポルフィリン症の発症はかなり稀な例であるので、初期の段階では患者は他の病気の発症を疑られたり診断されたりすることがあるので、診断の際にはポルフィリン検査が一般的に勧奨される。全身性エリテマトーデスは光感受性と痛みが特徴であり、その他の多くの病気でもポルフィリン症と同様の症状を起こす場合がある。
急性ポルフィリン症（急性間欠性ポルフィリン症（AIP）、遺伝性コプロポルフィリン症（HCP）、多彩性ポルフィリン症（VP））の患者は、肝細胞がん（初期肝がん）に罹患するリスクを生涯に渡って背負っているので検査が必要である。肝がんのその他の典型的なリスク因子は考慮する必要がない。
全てのポルフィリン症が遺伝性ではなく、肝臓病による肝機能障害の結果でポルフィリン症を起こす場合もあり、その場合には黄疸などの症状を呈する場合がある。

### 皮膚性ポルフィリン症

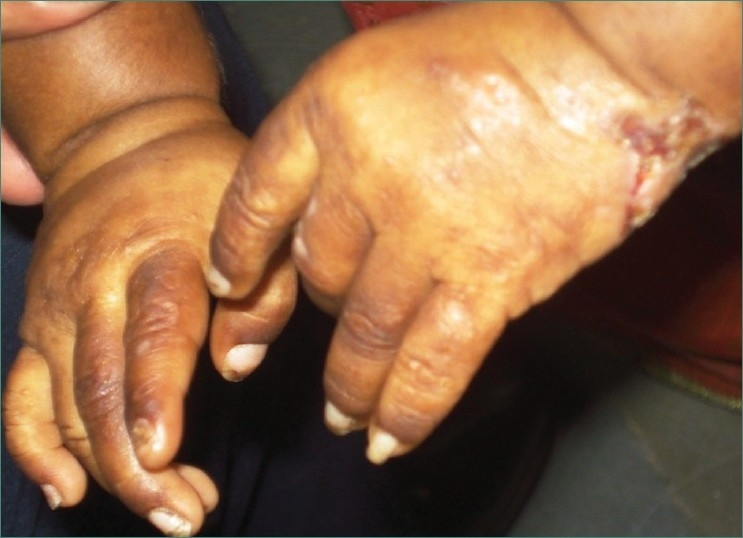
ポルフィリン症によって腫れ上がった手

皮膚性ポルフィリン症または造血性ポルフィリン症では、皮膚や粘膜に光過敏性（光皮膚炎）、水疱、壊死など最初に皮膚に影響が出たり、痒み、腫れ、額のような箇所の発毛の増大が起こる。他のポルフィリン症との区別として腹痛はほとんど発生しない。
ある種類のポルフィリン症では、尿中に排泄される蓄積されたヘム中間体は様々に色を変えるときがある。太陽に当たった後では暗赤色やこげ茶色の尿が見られるときがある。紫色や赤い尿も普段で見られることがある。

## 診断

### ポルフィリン検査

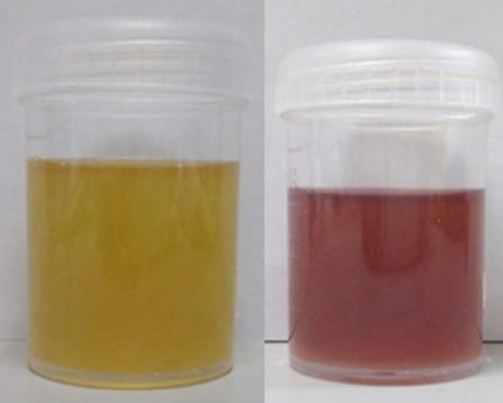
ポルフィリン症患者の尿を3日間日光下に曝露させると、右の様に紫色に変色する

ポルフィリン症は、血液、尿、大便の分光学的検査や生化学検査で診断される。急性ポルフィリン症が疑われる場合には、一般的には最初にポルフォビリノーゲンの尿中濃度を調べる。ヘムの生成の減少は、ポルフィリン合成回路の初期段階の中間物質であるポルフォビリノーゲンの増加をもたらす。急性ポルフィリン症のほとんどの場合、大変稀なアミノレブリン酸脱水酵素欠乏性ポルフィリン症と遺伝性チロシン血症タイプIを除いて尿中ポルフォビリノーゲン濃度は際立って上昇する。水銀中毒や砒素中毒がポルフィリン症を引き起こす場合、他のポルフィリン症と異なった症状、すなわちほとんどの場合でウロポルフィリノーゲンI及びIII、コプロポルフィリノーゲンI及びIIIの前駆物質の顕著な上昇が認められる。
発作の起こらないときには数値は正常値かほとんど正常値に近いので、ポルフィリン症を発見するために発作の際や幾度かの発作の際に繰り返し検査することが必要である。尿スクリーニング検査は、生命に関わる初期段階の発作の急性間欠性ポルフィリン症の検出に失敗していたと記憶されている。より一般的である遺伝的保因者の大半（90%に至るまで）は、優性遺伝した急性肝性ポルフィリン症（急性間欠性ポルフィリン症、遺伝性コプロポルフィリン症、多彩性ポルフィリン症）では、典型的な症状を潜伏させているDNAの検査が注目されており、DNA検査や酵素検査の実施が求められている。これに対する例外は、思春期後の潜在的なコプロポルフィリン症の遺伝的保因者であろう。
大半のポルフィリン症が稀な状態であるので、一般の病院の検査室はポルフィリン症の検査を実施する専門知識も技術も人日も通常は有していない。一般的に、検査とは、血液、大便、尿の検体を委託検査機関に送付することも含まれている。ポルフィリンを検出するべきすべての検体は適切に取り扱われるべきである。検体は急性発作のときに採取するべきで、さもなければ偽の陰性結果が出てしまう。検体は遮光し、冷蔵保存するべきである。
もしすべてのポルフィリン検査が陰性ならひとつの可能性として偽ポルフィリン症を考慮すべきである。注意深い薬理検査は、偽ポルフィリン症の原因を発見することであろう。

### 追加検査
神経障害関係の神経伝導検査や肝臓超音波検査など臓器に影響があるか確認するため更なる診断検査が必要である。基本的な生化学検査は肝臓病、肝細胞癌、その他の臓器の問題の特定を手助けする。

## 病原性
ヒトにおいてポルフィリンはヘムの主要な前駆物質であり、ヘモグロビン、ミオグロビン、カタラーゼ、ペルオキシダーゼ、呼吸、P450肝臓シトクロムの主要な構成要素である。
ポルフィリン合成酵素の不足は、ヘムの生成の不足につながる。ヘムは細胞内での代謝の中心的な役割を演じているが、ヘムの生成不足そのものはポルフィリン症の主要な問題ではない。ヘム合成酵素の活性が十分でなくても、必要量のヘムを生合成するには十分であることがほとんどである。むしろ、ポルフィリンをヘムの合成に消費しきれないことによって、高濃度において組織に有害となるポルフィリンやヘム前駆物質が蓄積してしまうことが問題となる。光感受性や尿や大便中への排泄に関わらず、蓄積する中間体の化学的特性によって蓄積場所が決まる。
ヘム合成回路では8つの酵素が関係しており、最初と最後の3つの反応はミトコンドリア内で、残りの4つの反応は細胞質内で行われる。これらのいずれかに欠陥があるとポルフィリン症が発生する。
赤血球合成が光感受性の水泡性発疹や増毛などの皮膚の問題を起こそうが、肝性ポルフィリン症は、急性神経性発作（発作、精神疾患、極度の腰痛及び腹痛、急性多発ニューロパシー）に特徴付けられる。
プロトポルフィリノーゲンオキシダーゼの特定の欠損によって引き起こされる多彩性ポルフィリン症（多種のポルフィリン症や混合ポルフィリン症もまた）は、急性神経発作と相俟って晩発性皮膚ポルフィリン症と類似した皮膚の損傷が現れる。

### ポルフィリン症の種類
ポルフィリン症の種類は、酵素の種類の欠損によって決まってくる。
| 酵素                                | 基質                        | 酵素の場所     | 関連するポルフィリン症                                | ポルフィリン症のタイプ | 遺伝             | 症状                                                     |
| ----------------------------------- | --------------------------- | -------------- | ----------------------------------------------------- | ---------------------- | ---------------- | -------------------------------------------------------- |
| アミノレブリン酸合成酵素            | グリシンとスクシニルCoA     | ミトコンドリア | 伴性遺伝 鉄芽球性貧血 (XLSA)                          | 赤血球性               | 伴性遺伝         |                                                          |
| アミノレブリン酸脱水酵素            | アミノレブリン酸            | 細胞質         | 一般的なポルフィリン症/アミノレブリン酸脱水酵素欠損症 | 肝性、鉛中毒にも起因   | 常染色体劣性遺伝 | 腹痛、神経障害                                           |
| ポルフォビリノーゲン脱アミノ酵素    | ポルフォビリノーゲン        | 細胞質         | 急性間欠性ポルフィリン症 (AIP)                        | 肝性                   | 常染色体優性遺伝 | 周期的な腹痛、末梢神経障害、神経疾患、頻脈               |
| ウロポルフィリノーゲンIII合成酵素   | ヒドロキシメチルビラン      | 細胞質         | 先天性赤芽球性ポルフィリン症 (CEP)                    | 赤血球性               | 常染色体劣性遺伝 | 紅斑、腫れ、水泡を伴う過度な光過敏症、溶血性貧血、巨脾症 |
| ウロポルフィリノーゲンIII脱炭酸酵素 | ウロポルフィリノーゲンIII   | 細胞質         | 晩発性皮膚ポルフィリン症(PCT)                         | 肝性                   | 常染色体優性遺伝 | 小疱や水疱を伴う光過敏性                                 |
| コプロポルフィリノーゲン酸化酵素    | コプロポルフィリノーゲンIII | ミトコンドリア | 遺伝性コプロポルフィリン症(HCP)                       | 肝性                   | 常染色体優性遺伝 | 光過敏症、神経症状、疝痛                                 |
| プロトポルフィリノーゲン酸化酵素    | プロトポルフィリノーゲンIX  | ミトコンドリア | 多彩性ポルフィリン症(VP)                              | 混合型                 | 常染色体優性遺伝 | 光過敏症、神経症状、発育遅延                             |
| 鉄付加酵素                          | プロトポルフィリンIX        | ミトコンドリア | 骨髄性プロトポルフィリア(EPP)                         | 赤血球性               | 常染色体優性遺伝 | 皮膚損傷を伴う光過敏症、胆石、軽度肝機能障害             |
|                                     | （ヘム）                    |                | 一時的な赤血球未成熟                                  |                        |                  | 紫斑皮膚損傷:526                                         |

## 文化及び歴史
ポルフィリン症を発症すると、光線過敏症のために夜間の生活行動を好むようになり、特に先天性造血性ポルフィリン症の患者の場合は顔が青白くなり歯茎が痩せ細って歯が牙のように見えることがある。このような症状ならびに患者の生活習慣が吸血鬼伝説のもとになった可能性が推測されている。
メアリー・ステュアートがしばしばヒステリーを起こしていた原因はポルフィリン症だったと言われており、その息子ジェームス1世に始まるステュアート朝ではポルフィリン症発症が疑われる者が複数いたばかりか、更にはその縁戚関係にあったフリードリヒ2世・フレデリク6世・ジョージ3世とポルフィリン症の発症が指摘されている。
ヴァージニア・ハミルトンはその著作『Sweet Whispers, Brother Rush』 (1982)の鍵となる要素としてポルフィリン症の人物を登場させた。同作ではポルフィリン症をアフリカ系アメリカ人特有の病気としているが、人種による違いはない。